# Liste von Oral-History-Archiven
Die Liste beinhaltet verschiedene Oral-History-Archive, auch als Zeitzeugenarchive bezeichnet, in Deutschland und weltweit.

## Zur Geschichte in Deutschland allgemein
| Name des Oral-History-Archivs                    | Thema | Sprache(n) der Website | Institution(en)                                                                                        | Zugang                                                    | Link |
| ------------------------------------------------ | --- | ---------------------- | --- | --------------------------------------------------------- | ---- |
| Archiv der Flucht                                | Migration und Flucht nach Deutschland | Deutsch, Englisch      | Haus der Kulturen der Welt                                                                             | Frei                                                      | Link |
| migration-audio-archiv                           | Migration nach Deutschland | Deutsch                | migration-audio-archiv e.V.                                                                            | Frei                                                      | Link |
| Online-Archiv „Deutsches Gedächtnis“             | Deutsche Geschichte | Deutsch                | FernUniversität Hagen                                                                                  | Registrierung notwendig                                   | Link |
| Zeitzeugen berichten                             | Bayrische Geschichte | Deutsch                | Haus der Bayerischen Geschichte                                                                        | Frei                                                      | Link |
| Zeitzeugenarchiv der Bundesstiftung Aufarbeitung | DDR-Geschichte | Deutsch                | Bundesstiftung Aufarbeitung                                                                            | Frei                                                      | Link |
| Zeitzeugenportal                                 | Deutsche Geschichte mit den Schwerpunkten Migration, Europa, Holocaust, Grenzerfahrungen, Sport, Jugend, Wirtschaft, Kultur und soziale Bewegungen | Deutsch                | Stiftung Haus der Geschichte der Bundesrepublik Deutschland                                            | Frei                                                      | Link |
| Zeitzeugenportal Brandenburg                     | Widerstand in der DDR | Deutsch                | Die Beauftragte des Landes Brandenburg zur Aufarbeitung der Folgen der kommunistischen Diktatur (LAkD) | Frei                                                      | Link |
| Oral-History.Digital                             | Themenübergreifendes Interviewportal | Deutsch, Englisch      | Digitale Interview-Sammlungen an der Freien Universität Berlin                                         | Frei, teilweise Registrierung und Freischaltung notwendig | Link |

## Schwerpunkt Nationalsozialismus
| Name des Oral-History-Archivs                                                     | Thema                                                             | Sprache(n) der Website                             | Institution(en)                                                                                           | Zugang                                           | Link |
| --------------------------------------------------------------------------------- | ----------------------------------------------------------------- | -------------------------------------------------- | --- | ------------------------------------------------ | ---- |
| An Unrecht erinnern                                                               | Sowjetische Kriegsgefangene                                       | Deutsch, Russisch                                  | Haus der Wannsee-Konferenz Gedenk- und Bildungsstätte                                                     | Frei                                             | Link |
| Erinnerungen an die Okkupation in Griechenland                                    | Deutschen Besatzung Griechenlands während des Nationalsozialismus | Deutsch, Englisch, Griechisch                      | Freie Universität Berlin                                                                                  | Manuelle Freischaltung durch den Anbieter        | Link |
| Erlebte Geschichte                                                                | Nationalsozialismus im Raum Köln                                  | Deutsch                                            | NS-Dokumentationszentrum der Stadt Köln, Verein EL-DE-Haus                                                | Frei                                             | Link |
| European Resistance Archive                                                       | Nationalsozialismus                                               | Englisch                                           | Istoreco, CultureLabs eG                                                                                  | Frei                                             | Link |
| Fortunoff Video Archive for Holocaust Testimonies                                 | Überlebende des Holocaust                                         | Englisch                                           | Yale University                                                                                           | Beschränkt                                       | Link |
| Die Frauen von Ravensbrück. Das Videoarchiv                                       | KZ Ravensbrück                                                    | Deutsch                                            | Waidak Media e.V., Berlin                                                                                 | Manuelle Freischaltung durch den Anbieter        | Link |
| Esther and Herbert Taylor Oral History Collection                                 | Holocaust                                                         | Englisch                                           | The William Breman Jewish Heritage Museum                                                                 | Frei                                             | Link |
| Interview-Archiv „Zwangsarbeit 1939-1945“                                         | Zwangsarbeit im Nationalsozialismus                               | Deutsch, Englisch, Tschechisch, Polnisch, Russisch | Stiftung "Erinnerung, Verantwortung und Zukunft", Freie Universität Berlin, Deutsches Historisches Museum | Manuelle Freischaltung durch den Anbieter        | Link |
| Interviewsammlung der Gedenkstätte Bergen-Belsen                                  | KZ Bergen-Belsen                                                  | Deutsch                                            | Gedenkstätte Bergen-Belsen                                                                                | Kein Onlineangebot                               | Link |
| Nürnberger Videoarchiv der Erinnerung                                             | Nationalsozialismus                                               | Deutsch                                            | Nürnberger Institut für NS-Forschung und jüdische Geschichte des 20. Jahrhunderts e.V.                    | Kein Onlineangebot                               | Link |
| Die Quellen sprechen                                                              | Holocaust                                                         | Deutsch                                            | Bayerischer Rundfunk / Hörspiel und Medienkunst, Institut für Zeitgeschichte                              | Frei                                             | Link |
| Refugee Voices                                                                    | Jüdische Überlebende des Nationalsozialismus in Großbritannien    | Englisch                                           | Association of Jewish Refugees (AJR)                                                                      | Siehe Wikipedia-Artikel "Refugee Voices"         |      |
| Sprechen trotz allem                                                              | Holocaust                                                         | Deutsch                                            | Stiftung Denkmal für die ermordeten Juden Europas                                                         | Manuelle Freischaltung durch den Anbieter        | Link |
| United States Holocaust Memorial Museum’s Jeff and Toby Herr Oral History Archive | Holocaust                                                         | Englisch                                           | United States Holocaust Memorial Museum                                                                   | Frei                                             | Link |
| Interviewsammlung Yad Vashem / Israel                                             | Holocaust                                                         | In acht Sprachen verfügbar                         | Yad Vashem World Holocaust Remembrance Center                                                             | Frei                                             | Link |
| Visual History Archive                                                            | Opfer und Zeugen des Holocaust                                    | Englisch                                           | Shoah Foundation Institute for Visual History and Education der University of Southern California (USC)   | Siehe Wikipedia-Artikel "Visual History Archive" |      |
| Voice/Vision Holocaust Survivor Oral History Archive                              | Holocaust                                                         | Englisch                                           | University of Michigan                                                                                    | Frei                                             | Link |
| Voices of the Holocaust                                                           | Holocaust                                                         | Englisch                                           | Paul V. Galvin Library                                                                                    | Frei                                             | Link |
| weiter_erzählen                                                                   | Verfolgte des Nationalsozialismus mit Bezug zu Österreich         | Deutsch                                            | _erinnern.at_                                                                                             | Frei                                             | Link |
| Die Werkstatt der Erinnerung                                                      | Weimarer Republik bis heute                                       | Deutsch                                            | Forschungsstelle für Zeitgeschichte in Hamburg (FZH)                                                      | Kein Onlineangebot                               | Link |

## Oral History Collections weltweit
| Name des Oral-History-Archivs                           | Thema                              | Sprache(n) der Website | Institution(en)                                                                                             | Zugang | Link |
| ------------------------------------------------------- | ---------------------------------- | ---------------------- | --- | ------ | ---- |
| 9/11 Memorial Museum’s oral history collection          | Terroranschläge am 11. September   | Englisch               | 9/11 Memorial Museum                                                                                        | Frei   | Link |
| Artstor Public Collections: Oral History                | Öffentliche Sammlungen aus den USA | Englisch               | Artstor: u. a. Cornell University, Colby College, Rhode Island School of Design                             | Frei   | Link |
| Civil Rights History Project                            | Bürgerrechtsbewegungen             | Englisch               | Library of Congress                                                                                         | Frei   | Link |
| Digitalt fortalt                                        | Geschichte Norwegens               | Englisch, Norwegisch   | DigitaltMuseum                                                                                              | Frei   | Link |
| Iranian Oral History Project                            | Geschichte Irans                   | Englisch               | Havard Library                                                                                              | Frei   | Link |
| Ísmús: Hljóðrit                                         | Isländische Volkskunde             | Isländisch             | Tónlistarsafn Íslands, Stofnun Árna Magnússonar í íslenskum fræðum, Landsbókasafn Íslands – Háskólabókasafn | Frei   | Link |
| Lesbian Herstories Archives Audio/Visual Collections    | Soziale Bewegungen, Homosexualität | Englisch               | Lesbian Herstories Archives                                                                                 | Frei   | Link |
| memory of nations                                       | Tschechien                         | Englisch, Tschechisch  | memory of nations                                                                                           | Frei   | Link |
| Österreichische Mediathek                               | Österreichische Geschichte         | Deutsch                | Technisches Museum Wien mit Österreichischer Mediathek                                                      | Frei   | Link |
| oral history collections at the British Library         | Geschichte Großbritanniens         | Englisch               | British Library                                                                                             | Frei   | Link |
| Palestinian Oral History Archive                        | Geschichte Palästinas              | Englisch, Arabisch     | AUB University Libraries                                                                                    | Frei   | Link |
| The Vera and Donald Blinken Open Society Archives (OSA) | Ungarische Kultur und Geschichte   | Englisch, Ungarisch    | Central European University (CEU)                                                                           | Frei   | Link |
| THE YIDDISH BOOK CENTER'S Wexler Oral History Project   | Jüdische Kultur und Sprache        | Englisch               | Yiddish Book Center                                                                                         | Frei   | Link |

## Verweise
1. ↑  DBIS. Abgerufen am 5. Dezember 2021.